# آلبوم‌شناسی کانگ دنیل
خواننده و ترانه سرای کره جنوبی، کانگ دانیل، یک آلبوم استودیویی، چهار نمایشنامه توسعه یافته (EP)، ۱۶ تک آهنگ (شامل دو ویژگی، چهار تک آهنگ تبلیغاتی، و دو موسیقی متن) و ۱۸ نماهنگ منتشر کرده‌است. او ۱٫۴ میلیون آلبوم به عنوان سولیست و ۴٫۲ میلیون آلبوم دیگر با Wanna One فروخته‌است.
پس از پایان فعالیت‌های Wanna One به‌عنوان یک گروه، کانگ اولین EP انفرادی خود را با نام Color on Me در ژوئیه ۲۰۱۹ تحت آژانس تازه‌تأسیس‌شده خود Konnect Entertainment منتشر کرد. EP اولین بار در جدول آلبوم Gaon کره جنوبی در رتبه اول قرار گرفت و در جدول آلبوم‌های Oricon ژاپن در رتبه ۲۳ قرار گرفت. همچنین دو رکورد فروش بیش از ۵۰۰۰۰۰ نسخه فیزیکی را در ماه اول انتشار خود شکست. در مارس ۲۰۲۰، کانگ دومین EP خود، Cyan را به عنوان اولین قسمت از پروژه "سه گانه رنگی" خود منتشر کرد. این آهنگ با تک آهنگ اصلی خود " 2U " در صدر جدول آلبوم Gaon کره جنوبی قرار گرفت و به کانگ اولین ده آهنگ برتر خود در کره را داد که در جدول دیجیتال Gaon به رتبه هفتم رسید. سومین EP او، Magenta، در اوت ۲۰۲۰ منتشر شد و به عنوان قسمت دوم از مجموعه رنگی سه قسمتی او خدمت کرد. تک‌آهنگ دیجیتالی «Paranoia» که در فوریه ۲۰۲۱ منتشر شد، اولین حضور انفرادی کانگ را در جدول فروش آهنگ دیجیتال جهانی بیلبورد با اولین تک‌آهنگ در رتبه پنجم رقم زد. همچنین اولین آهنگ پنج آهنگ برتر خود را در کره به کانگ داد که در نمودار دیجیتال Gaon به رتبه دوم رسید. در آوریل ۲۰۲۱، کانگ چهارمین EP کلی خود، Yellow را منتشر کرد، زیرا آخرین قسمت از پروژه سه قسمتی او با هدف یافتن رنگ واقعی خود به عنوان یک هنرمند انفرادی بود. این آلبوم با تک‌آهنگ اصلی خود «پادزهر» در صدر جدول آلبوم Gaon کره جنوبی قرار گرفت که به کانگ اولین آهنگ شماره یک خود را در نمودار دیجیتالی Gaon کره جنوبی داد.

## نمایشنامه‌های توسعه یافته
| عنوان                                                                   | جزئیات                                                                                              | اوج موقعیت‌های نمودار | اوج موقعیت‌های نمودار | حراجی                       | گواهینامه‌ها       |
| عنوان                                                                   | جزئیات                                                                                              | KOR {{سخ}}           | JPN {{سخ}}           | حراجی                       | گواهینامه‌ها       |
| ----------------------------------------------------------------------- | --------------------------------------------------------------------------------------------------- | -------------------- | -------------------- | --------------------------- | ----------------- |
| رنگ روی من                                                              | - منتشر شده: ۲۵ ژوئیه ۲۰۱۹ - برچسب: Konnect Entertainment - فرمت‌ها: سی دی، دانلود دیجیتال، پخش      | ۱                    | ۲۳                   | - KOR: 500,134 - JPN: 2,767 | - KMCA: 2× پلاتین |
| فیروزه ای                                                               | - منتشر شده: ۲۴ مارس ۲۰۲۰ - برچسب: Konnect Entertainment - فرمت‌ها: سی دی، دانلود دیجیتال، پخش       | ۱                    | -                    | - KOR: 266,176              | - KMCA: پلاتین    |
| ارغوانی                                                                 | - منتشر شده: ۳ اوت ۲۰۲۰ - برچسب: Konnect Entertainment - فرمت‌ها: سی دی، دانلود دیجیتال، پخش         | ۱                    | ۹۴                   | - KOR: 337,785 - JPN: 384   | - KMCA: پلاتین    |
| رنگ زرد                                                                 | - تاریخ انتشار: ۱۳ آوریل ۲۰۲۱ - برچسب: Konnect Entertainment - فرمت‌ها: سی دی، دانلود دیجیتال، جریان | ۱                    | ۱۳۶                  | - KOR: 320,114 - JPN: 329   | - KMCA: پلاتین    |
| «—» نشان‌دهنده نسخه‌هایی است که در آن منطقه نمودار نشده یا منتشر نشده‌اند. | |                      |                      |                             |                   |

## تک آهنگ‌ها

### به عنوان هنرمند اصلی
| عنوان                                                                   | سال  | اوج موقعیت‌های نمودار | اوج موقعیت‌های نمودار | اوج موقعیت‌های نمودار | آلبوم      |
| عنوان                                                                   | سال  | KOR {{سخ}}           | KOR{{سخ}} داغ {{سخ}} | ایالات متحده         | آلبوم      |
| ----------------------------------------------------------------------- | ---- | -------------------- | -------------------- | -------------------- | ---------- |
| " تو چیکار داری" (뭐해)                                                 | ۲۰۱۹ | ۱۵                   | ۱                    | -                    | رنگ روی من |
| " لمس "                                                                 | ۲۰۱۹ | ۷۱                   | -                    | -                    | فیروزه ای  |
| " 2U "                                                                  | ۲۰۲۰ | ۷                    | ۸۱                   | -                    | فیروزه ای  |
| "امواج" (featuring سایمون دومینیک و جیمی)                               | ۲۰۲۰ | ۱۰۲                  | ۹۲                   | -                    | ارغوانی    |
| "تو کی هستی" (깨워)                                                     | ۲۰۲۰ | ۱۲                   | ۸۰                   | -                    | ارغوانی    |
| " پارانویا "                                                            | ۲۰۲۱ | ۲                    | ۳۹                   | ۵                    | رنگ زرد    |
| " پادزهر "                                                              | ۲۰۲۱ | ۱                    | ۵۶                   | ۲۱                   | رنگ زرد    |
| " وارونه "                                                              | ۲۰۲۲ | ۲                    | —                    | -                    | داستان     |
| «—» نشان‌دهنده نسخه‌هایی است که در آن منطقه نمودار نشده یا منتشر نشده‌اند. |      |                      |                      |                      |            |

### به عنوان هنرمند برجسته
| عنوان                                                                   | سال  | موقعیت نمودار اوج | آلبوم                      |
| عنوان                                                                   | سال  | KOR {{سخ}}        | آلبوم                      |
| ----------------------------------------------------------------------- | ---- | ----------------- | -------------------------- |
| "وضعیت شگفت انگیز" (inverness featuring Anthony Russo and Kang Daniel)  | ۲۰۲۱ | -                 | Monstercat Instinct Vol. 7 |
| "هیس سکوت" (میاوی با حضور کانگ دانیل)                                   | ۲۰۲۱ | —                 | خیالی                      |
| «—» نشان‌دهنده نسخه‌هایی است که در آن منطقه نمودار نشده یا منتشر نشده‌اند. |      |                   |                            |

### تبلیغاتی
| عنوان                                                                   | سال  | اوج موقعیت‌های نمودار | اوج موقعیت‌های نمودار | آلبوم            |
| عنوان                                                                   | سال  | KOR {{سخ}}           | KOR{{سخ}} داغ {{سخ}} | آلبوم            |
| ----------------------------------------------------------------------- | ---- | -------------------- | -------------------- | ---------------- |
| "تازه کردن" (with زیکو)                                                 | ۲۰۲۰ | ۱۱۳                  | ۷۷                   | به عشق کره       |
| "فضای بیرونی" (featuring Loco)                                          | ۲۰۲۱ | ۸۰                   |                      |                  |
| "پرواز" (with صدراعظم)                                                  | ۲۰۲۱ | -                    | -                    | Cyworld BGM 2021 |
| "آماده سواری"                                                           | ۲۰۲۲ | -                    |                      |                  |
| «—» نشان‌دهنده نسخه‌هایی است که در آن منطقه نمودار نشده یا منتشر نشده‌اند. |      |                      |                      |                  |

### ظاهر موسیقی متن
| عنوان                                                                   | سال  | موقعیت نمودار اوج | آلبوم                        |
| عنوان                                                                   | سال  | KOR {{سخ}}        | آلبوم                        |
| ----------------------------------------------------------------------- | ---- | ----------------- | ---------------------------- |
| "چیزی"                                                                  | ۲۰۲۰ | -                 | Backstreet Rookie OST قسمت ۱ |
| "Hush Hush (نسخه کره ای)" (featuring میاوی)                             | ۲۰۲۲ | -                 | پلیس تازه‌کار OST ویژه        |
| «—» نشان‌دهنده نسخه‌هایی است که در آن منطقه نمودار نشده یا منتشر نشده‌اند. |      |                   |                              |

## دیگر آهنگ‌های نمودار شده
| عنوان                                                                   | سال  | اوج موقعیت‌های نمودار | اوج موقعیت‌های نمودار | آلبوم      |
| عنوان                                                                   | سال  | KOR {{سخ}}           | KOR{{سخ}} داغ {{سخ}} | آلبوم      |
| ----------------------------------------------------------------------- | ---- | -------------------- | -------------------- | ---------- |
| "رنگ"                                                                   | ۲۰۱۹ | ۱۱۱                  | ۳                    | رنگ روی من |
| "امیدوارم"                                                              | ۲۰۱۹ | ۱۱۰                  | ۲                    | رنگ روی من |
| "افق"                                                                   | ۲۰۱۹ | ۱۲۷                  | -                    | رنگ روی من |
| "مقدمه (از طریق شب)"                                                    | ۲۰۱۹ | ۱۳۹                  | -                    | رنگ روی من |
| "فرار کن" (featuring حضور Yumdda)                                       | ۲۰۲۰ | -                    | ۹۴                   | ارغوانی    |
| "فلاش"                                                                  | ۲۰۲۰ | -                    | ۹۵                   | ارغوانی    |
| "فیلم سینما" (featuring Dvwn)                                           | ۲۰۲۰ | -                    | ۹۶                   | ارغوانی    |
| "شب" (밤)                                                               | ۲۰۲۰ | -                    | ۹۷                   | ارغوانی    |
| «—» نشان‌دهنده نسخه‌هایی است که در آن منطقه نمودار نشده یا منتشر نشده‌اند. |      |                      |                      |            |

## یادداشت
1. ↑  "State of Wonder" did not enter the Gaon Digital Chart, but peaked at number 137 on the Gaon Download Chart.[۱۸]
2. ↑  "Hush Hush" did not enter the Gaon Digital Chart, but peaked at number 195 on the Gaon Download Chart.[۱۹]
3. ↑  "Fly" did not enter the Gaon Digital Chart, but peaked at number 25 on the Gaon Download Chart.[۲۲]
4. ↑  "Ready to Ride" did not enter the Gaon Digital Chart, but peaked at number 27 and 54 on the Gaon Download Chart and Gaon BGM Chart, respectively.[۲۳]
5. ↑  "Something" did not enter the Gaon Digital Chart, but peaked at number 14 and 16 on the Gaon BGM Chart and the Gaon Download Chart, respectively.[۲۴]
6. ↑  "Hush Hush (Korean Ver.)" did not enter the Gaon Digital Chart, but peaked at number 30 and 50 on the Gaon Download Chart and the Gaon BGM Chart, respectively.[۲۵]
7. ↑  "Runaway" did not enter the Gaon Digital Chart, but peaked at number 25 and 62 on the Gaon Download Chart and the Gaon BGM Chart, respectively.[۲۸]
8. ↑  "Flash" did not enter the Gaon Digital Chart, but peaked at number 24 and 51 on the Gaon Download Chart and the Gaon BGM Chart, respectively.[۲۹]
9. ↑  "Movie" did not enter the Gaon Digital Chart, but peaked at number 29 and 63 on the Gaon Download Chart and the Gaon BGM Chart, respectively.[۳۰]
10. ↑  "Night" (밤) did not enter the Gaon Digital Chart, but peaked at number 27 and 58 on the Gaon Download Chart and the Gaon BGM Chart, respectively.[۳۱]